# Tragic Hero Records
 (septembre 2022).
Si vous disposez d'ouvrages ou d'articles de référence ou si vous connaissez des sites web de qualité traitant du thème abordé ici, merci de compléter l'article en donnant les références utiles à sa vérifiabilité et en les liant à la section « Notes et références ».
Tragic Hero Records est un label de musique indépendant fondé en Caroline du Nord en 2005 pour représenter la scène metalcore et post-hardcore en Caroline du Nord. Le label a été fondé par Tommy LaCombe, David Varnedoe et Jason Ganthner. Alesana est le premier groupe signé par le label. Parmi les signataires les plus connus de Tragic Hero sont Strawberry Girls et A Skylit Drive.

## Membres du label
- Crossfaith
- Greeley Estates
- This Romantic Tragedy

## Anciens groupes
- A Skylit Drive (Fearless Records)
- Alesana (Epitaph Records)
- Erra (Sumerian Records)
- Graves of Valor (Relapse Records)
- Iwrestledabearonce (Century Media Records)
- Letlive (Epitaph Records)
- To Speak of Wolves (Solid State Records)
- Motionless In White (Fearless Records)